# Gonzalo Arnaiz Vellando
Gonzalo Arnáiz Vellando (Madrid, 28 de agosto de 1916 - 17 de julio de 1990) fue un economista español, académico de la Real Academia de Ciencias Morales y Políticas.

## Biografía
Hijo de un coronel del cuerpo de ingenieros, estudió bachillerato en los jesuitas y Ciencias Exactas en la Universidad Central de Madrid. A poco de estallar la Guerra Civil, su padre fue fusilado en diciembre de 1936, y él mismo fue preso en las cárcel de San Antón hasta fines de febrero de 1937. Tras refugiarse un tiempo en la embajada de Chile, se le recluta en la brigada de Valentín González, El Campesino y participa en la Batalla de Brunete. Después, debido a sus antecedentes familiares, debe refugiarse de nuevo en la embajada de Chile hasta el final de la guerra.
En 1939 vuelve a la Universidad y acaba la carrera de Ciencias exactas, pero entonces empieza a interesarse por la economía; en 1947 participa en el seminario de estadística del profesor Enrique Cansado y se decide por la econometría. En 1952 se licencia en Ciencias Económicas y, con otros, traduce Análisis de la demanda. Un estudio de econometría de Hermad Wold. 
A partir de marzo de 1953 es profesor adjunto numerario de Estadística y métodos estadísticos de la Facultad de Ciencias Políticas y Económicas, y poco después catedrático de Estadística Teórica.  También fue profesor de Estadística General en la Escuela de Estadística de la Universidad de Madrid, de la que será secretario desde 1953 a 1970. Simultáneamente recibió una beca para estudiar Programación lineal en Torí.
En 1955 ingresa en el cuerpo facutativo del Instituto Nacional de Estadística. En 1956 se doctora con la tesis Propensión al consumo y en 1959 trabaja como asesor en el Plan de Desarrollo. En 1958 fue nombrado catedrático de Estadística de la Universidad de Madrid y en 1960 se incorpora al en el departamento de Econometría  de la Escuela de Economía de Róterdam, donde trabaja con Henry Theil. En 1969 ingresa en la Real Academia de Ciencias Morales y Políticas y en el curso 1970-1971 dio clases en la Universidad de Venezuela. De 1971 a 1978 fue director del departamento de Estadística y después fue vicedecano de la facultad de Ciencias Económicas. En 1986 fue nombrado profesor emérito de la Universidad Autónoma de Madrid.

## Obras
- Muestreo sistemático (1950)
- Correlación serial (1950)
- Correlación serial circular (1950)
- Correlación intraclásica (1950)
- Algunas cuestiones sobre econometría (1956)
- Método de mínimos cuadrados (1960)
- Teoría de la regresión (1961)
- Matemáticas para economistas (1962)
- Significación económica de los coeficientes input-output (1963)
- Introducción a la estadística teórica (1965)
- Problemas de estadística (1966)
- Estadística empresarial (1970)